# Клевер горный
Кле́вер го́рный, или Белоголо́вка (лат. Trifolium montanum), — многолетнее травянистое растение, вид рода Клевер (Trifolium) трибы Клеверные (Trifolieae) подсемейства Мотыльковых (Faboideae) семейства Бобовых (Fabaceae).

## Ботаническое описание
Корень прямой, стержневой, деревянистый, в верхней части иногда двух- или трёхглавый. Стебли одиночные, прямые, коротко-восходящие, высотой 20—60 см, как правило, простые, жёсткие, прижато-волосистые, из-за этого стебли кажутся сероватыми и шелковистыми.
Прилистники яйцевидной формы, заострённые, кожистые, жилки выделяющиеся, с волосками. Листья нижней части расположены на длинных, длиной 10—20 см черешках; листья стеблей расположены на более коротких черешках. Листочки расположены на коротких волосистых черешочках, имеют эллиптическую или эллиптически-ланцетную форму, сероватого цвета, жёсткие, длиной 1,5—6 см и шириной 1—2,5 см, на концах иногда бывают короткие заострения. Нижняя часть листочков обычно опушённая, жилки хорошо заметны, утолщаются к краям. Края с мелкими и острыми зубчиками.

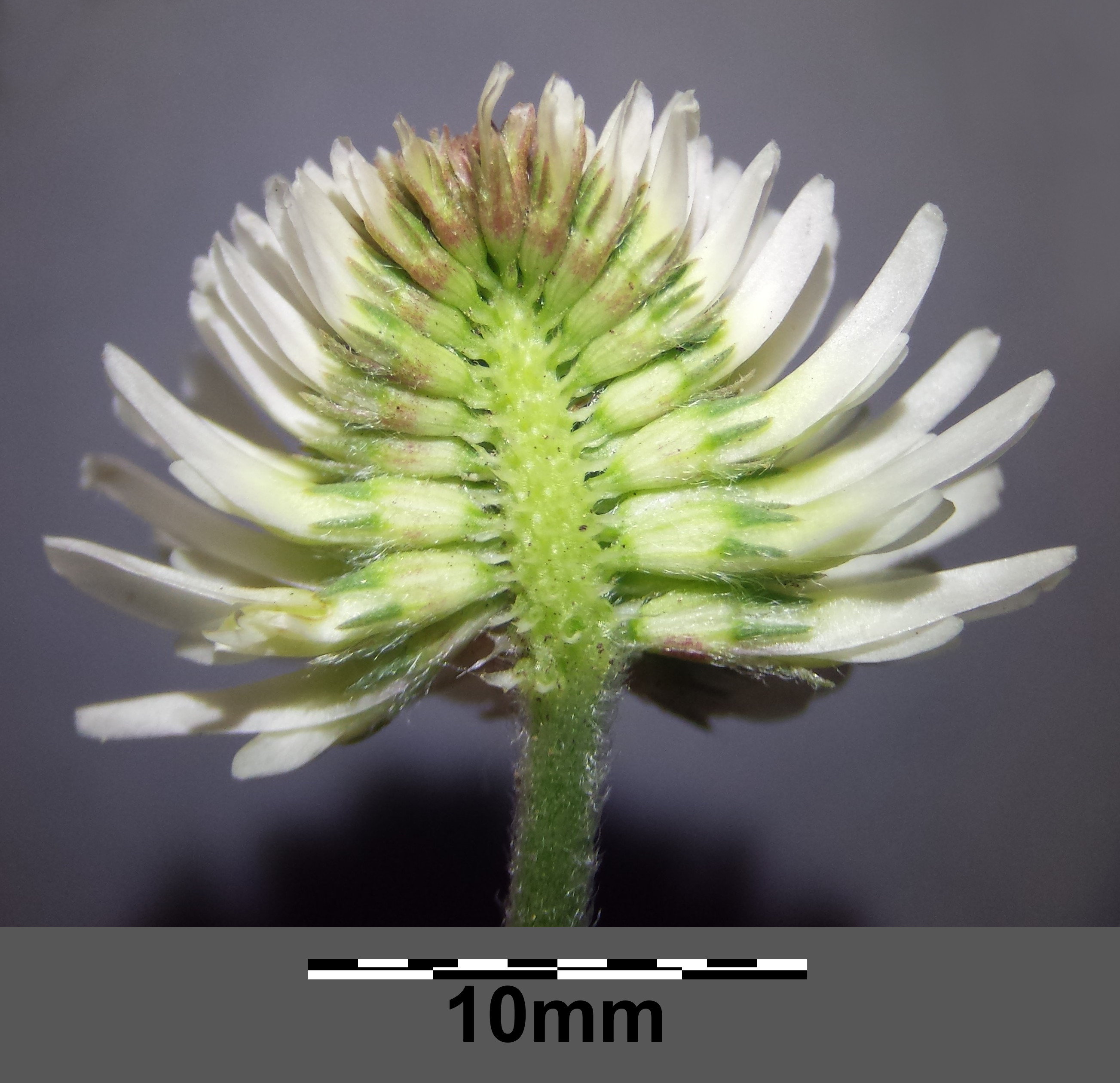
Строение соцветия

Соцветие — головка, на стеблях обычно расположены по 2, находятся на длинных густо-волосистых ножках, эллиптической или яйцевидной формы, плотные, с большим количеством цветков, длиной 1,5—2,5 см. Цветок длиной 0,7—0,9 см, расположен в пазухах прицветников. Прицветники имеют ланцетно-шиловидную форму, по длине немного больше цветоножки. Чашечка длиной 3,5—4 мм, чуть менее, чем наполовину, надрезана на зубцы, имеющие ланцетную форму в основании и заострённые на конце. Трубочка бледного цвета, с короткими волосками. Венчик сначала белый, чуть позже приобретает буровато-желтоватый окрас. Флаг яйцевидно-ланцетной формы, длиной 7—9 мм, в основании спайный. Крылья и лодочки ланцетной формы, спайные в ноготке. Длина крыльев 5—7 мм, лодочек чуть меньше.
Завязь ланцетной формы, голая, с тремя семяпочками. Плод — боб, в большинстве случаев имеет два семени. Цветение происходит в июне. Плодоносит в июле.
Вид описан из Северной Европы. Тип в Лондоне.

## Распространение и экология
Клевер горный распространён в Азии — Турции, Казахстане, азиатской части России (Алтай, Челябинская область, Новосибирская область, Курганская область, Омская область, Свердловская область, Томская область, Тюменская область); На Кавказе — в Азербайджане, Армении, Грузии, в российском Северном Кавказе (Кабардино-Балкария, Карачаево-Черкесия, Краснодарский край, Северная Осетия, Ставропольский край); в Европе — Финляндии, Норвегии, Швеции, Австрии, Бельгии, Чехии, Германии, Венгрии, Польше, Швейцарии, Белоруссии, Эстонии, Латвии, Литве, Молдавии, Украине, европейской части России, Болгарии, Италии, Румынии, странах бывшей Югославии, Франции, Испании.
Клевер горный произрастает на горных и низменных лугах, травянистых склонах и по лесным опушкам.

## Значение и применение
По причине жёсткости и опушённости растение мало поедается на пастбищах; сравнительно удовлетворительно поедаются лишь очень молодые растения мелким рогатым скотом.
| Фаза     | Воды (в %) | От абсолютного сухого вещества в % | От абсолютного сухого вещества в % | От абсолютного сухого вещества в % | От абсолютного сухого вещества в % | От абсолютного сухого вещества в % | Источник и район                    |
| Фаза     | Воды (в %) | золы                               | протеина                           | жира                               | клетчатки                          | БЭВ                                | Источник и район                    |
| -------- | ---------- | ---------------------------------- | ---------------------------------- | ---------------------------------- | ---------------------------------- | ---------------------------------- | ----------------------------------- |
| Цветение | —          | 4,9                                | 15,8                               | 2,5                                | 37,9                               | 38,9                               | Котов и др., 1940, Украина          |
| —        | 16,0       | 9,7                                | 21,4                               | 3,3                                | 26,3                               | 39,3                               | Захарченко и Каленич, 1948, Украина |
| Цветение | 77,6       | 10,0                               | 17,7                               | 3,6                                | 26,7                               | 42,0                               | Захарченко и Каленич, 1948, Украина |

Медонос. С момента распускания цветков наблюдается массовый сбор нектара и пыльцы пчёлами, который продолжается до 20 часов. На одном квадратном метре густого стеблестоя наблюдалось от 4 до 17 одновременно работающих пчёл. Цветки распускаются кругами постепенно снизу вверх. В условиях 1970 г. сахаристость нектара колебалась от 28 до 48 %. Период цветения одной головки длится в пределах двух недель, а целого растения до 25—30 дней.
Лекарственное растение, в лечебных целях используют надземные части растения. Они содержат каротин, эфирные масла и витамин B. Также это растение используют в качестве настоя, который способен помочь при воспалительных заболеваниях, а также как экстракт в косметических средствах.

## Галерея
|                                                                                        |  |  |
| Слева направо: 1 — общий вид группы цветущих растений; 2, 3 — соцветия крупным планом. |  |  |

## Классификация

### Таксономия
Trifolium montanum L., 1753, Sp. Pl.: 770
Вид Клевер горный относится к роду Клевер (Trifolium) подсемейства Мотыльковые (Papilionoideae) семейства Бобовые (Fabaceae) порядка Бобовоцветные (Fabales). Таксономическая схема в соответствии с Системой APG IV по состоянию на декабрь 2023 года:
|  |                                      |  |                                   |                                   |                   |  | ещё 3 семейства | ещё 3 семейства   |                          |  |  |  | еще 523 рода                                                     | еще 523 рода  |  |  |
|  |                                      |  |                                   |                                   |                   |  | ещё 3 семейства | ещё 3 семейства   |                          |  |  |  | еще 523 рода                                                     | еще 523 рода  |  |  |
|  |                                      |  |                                   | порядок Бобовоцветные             |                   |  |                 |                   | подсемейство Мотыльковые |  |  |  |                                                                  | Клевер горный |  |  |
|  |                                      |  |                                   | порядок Бобовоцветные             |                   |  |                 |                   | подсемейство Мотыльковые |  |  |  |                                                                  | Клевер горный |  |  |
|  | отдел Цветковые, или Покрытосеменные |  |                                   |                                   | семейство Бобовые |  |                 |                   | род Клевер               |  |  |  |                                                                  |               |  |  |
|  | отдел Цветковые, или Покрытосеменные |  |                                   |                                   |                   |  |                 |                   |                          |  |  |  |                                                                  |               |  |  |
|  |                                      |  | ещё 63 порядка цветковых растений | ещё 63 порядка цветковых растений |                   |  |                 | еще 5 подсемейств | еще 5 подсемейств        |  |  |  | еще 368 подтвержденных видов и 66 видов, ожидающих подтверждения |               |  |  |
|  |                                      |  |                                   | ещё 63 порядка цветковых растений |                   |  |                 |                   | еще 5 подсемейств        |  |  |  |                                                                  |               |  |  |

### Внутривидовые таксоны
- Trifolium montanum subsp. humboldtianum (A.Braun & Asch.) M.Hossain
- Trifolium montanum subsp. montanum
- Trifolium montanum subsp. rupestre (Ten.) Nyman
- Trifolium montanum var. gayanum Godr.